# Каменоломни (станция)
Каменоломни — железнодорожная станция Ростовского региона Северо-Кавказской железной дороги в посёлке городского типа Каменоломни. Имеет статус участковой станции.
Остановка электропоездов.

## История
Когда в начале XIX века в этих местах были найдены залежи угля, который добывали все больше и больше и не успевали вывозить гужевым транспортом, правительство Войска Донского решило построить железную дорогу — началось сооружение  «угольного пути» от станций Грушевская и Атюктинская через станцию Максимовская (нынешняя Каменоломни) к Аксайской. 29 декабря 1863 года железнодорожная линия протяженностью 66 вёрст (70 км), проходящая через хутор Максимовский, вошла в строй. Она дала добываемому здесь углю выход к Дону.
По завершении строительства Юго-Восточной ветки, станция Максимовка получила статус распорядительной. Впоследствии оказалось, что на новой железной дороге имеются две станции с одинаковым названием, поэтому, во избежание путаницы с транспортировкой грузов, 1 мая 1902 года по указу императора Николая II станцию Максимовскую переименовали в Каменоломни. На станции находились паровозное депо и водокачка.